# Andrea Pisano
Andrea Pisano (Pontedera 1290 – 1348 Orvieto) znan tudi kot Andrea da Pontedera, je bil italijanski kipar in arhitekt.

## Življenjepis in dela
Vasari meni, da se je rodil okoli leta 1270, morda zato, ker je bil sodobnik in alter ego Giotta v kiparstvu: iz nekaterih dokumentov je razvidno, da je bil Andrea sin notarja Ugolina di Nina, ki je opravljal prakso v mestu Pontedera in da je zato kot je bilo običajno citiran z imenom mesta, v katerem je deloval, vendar njegovo izvorno mesto ni znano. Andrea je v dokumentih vedno opredeljen kot de Pisis (= iz Pise ali Pisano). Verjetno se je rodil okoli leta 1290 in je verjetno nastal v delavnicah zlatarjev in kiparjev v Pisi v času, ko je prevladovala kultura Giovannija Pisana. Prvo delo, ki mu je pripisano, je srebrni križ iz stolnice Massa Marittima s podpisom Meus et Gaddus Ceo Andreasque magistri Pisis. Tako kot mnogi umetniki svojega časa se je tudi sam lotil kiparstva v bronu, kamnu in lesu ter kot arhitekt.

### Firence
Zaradi svojih veščin pri obdelavi kovin in litju je bil zato poklican v Firence, kjer mu Vasari pripisuje tabernakelj s svetim Janezom in dvema angeloma v Krstilnici ter nekatere marmorne kipe na fasadi stolnice Santa Maria del Fiore: na tem velikem in inovativnem gradbišču arhitekture in kiparstva je Andrea svojo kulturo izpopolnil s srečanjem z Giottovim delom, katerega dolgoletni sodelavec je bil.

#### Vrata krstilnice sv. Janeza Krstnika
Prvo pomembno naročilo so bila bronasta vrata za firenško krstilnico (1330-1336), pri gradnji katere je zamenjal zlatarja Piera di Jacopa, ki je že odšel v Piso preučevat vrata Bonanna Pisana v Benetke v iskanju obrtnika, ki bi zmogel poravnati že odlite podboje z različnimi napakami.
Andrea Pisano je ustvaril dvoje masivnih bronastih vrat, okrašenih z 28 ploščami z Zgodbami sv. Janeza Krstnika in v spodnjem delu Kreposti. Bil je prvi, ki je uporabil quadrilobo, mešani linearni okvir, ki ga tvori pastila (kvadrat, upognjen pri 45 °), na vsaki strani katerega se odpre polkrog. Urejal je različne prizore s tipično gotsko napetostjo med ravnimi in poševnimi črtami. Med najbolj opaznimi epizodami je Pokop trupla Krstnika, kjer so draperije še posebej realistične. Vrata Andree Pisana so bila nekoč pred Duomom, nato pa so jih premaknili na južno stran, ko je Lorenzo Ghiberti končal Porta del Paradiso (Rajska vrata). Na vratih je napis »Andreas Ugolini Nini de Pisis me fecit A.D. MCCCXXX« (Andrea Pisano me je naredil leta 1330).
- Janez krsti in Kristusov krst
- Salomè z glavo Janeza Krstnika
- Pokop Kristusa
- Vrline: Vera

#### Reliefi Giottovega Campanila
Vmes je bil skupaj z Giottom najet za kiparsko dekoracijo zvonika Firenške stolnice, katerega nadzornik je postal po smrti mojstra (1337) in do leta 1348. Za bazo je izklesal številne reliefe po navdihu samega Giotta, ki prikazuje tipično giottovsko predstavo o vesolju. Cikel je posodobil enciklopedični repertoar gotske dobe v florentinsko realnost s ploščami, namenjenimi gospodarskim dejavnostim mesta.
Izklesane teme so Izvirni greh, Kreposti, Svobodne umetnosti, Planeti, Zakramenti in prvič Mehanske umetnosti, kjer so upodobljeni delovni prizori, povezani z umetnostjo v Firencah, najprej umetnost tkanja (z relief Tessitura), ki je financiral projekt. Med te umetnosti je Andrea postavil tudi slikarstvo, kiparstvo in arhitekturo, ki priča o družbenem priznanju, ki ga dosegajo tudi umetniške dejavnosti.
- Umetnost veslanja
- Umetnost tkanja
- Arhitektura

Za notranjost Krstilnice je izvajal tudi majhne skulpture iz marmorja (Kristus in sv. Reparata), medtem ko je za zvonik izdelal reliefe v tondih s kraljema Davidom in Salomonom, prerokoma in Sibilami. Romboidne plošče z vrlinami in umetnostjo ter luneta z Madono in otrokom ohranijo tudi modro emajlirano dekoracijo ozadja.

### Pisa
Po Giottovi smrti je sam nadaljeval z upravljanjem gradbišča zvonika, s katerega naj bi bil odstranjen »zaradi dela, ki je bilo zaman«. Andrea se je vrnil v Piso, kjer je nastopal s svojim ateljejem, v katerem sta bila v Firencah dejavna njegova sinova Nino in Tommaso, nagrobnim spomenikom nadškofa Simone Saltarellija v cerkvi Santa Caterina in z impozantno edikularno strukturo, ki se je razvila na različnih ravneh (danes štiri zaradi škode v požaru v 17. stoletju) (Madona z otrokom in angeli, svetniki in angeli v slavi, Ležeči nadškof in angeli, ki držijo zaveso, Zgodbe iz nadškofovega življenja) z gotskimi oblikami, iz marmorja s polikromijo in pozlato, v Pisi pa je tudi po besedah Lorenza Ghibertija začel intenzivno akcijo del v malem oratoriju Santa Maria della Spina. Delavnica Andrea Pisana, ki je bila verjetno v bližini cerkve San Lorenzo alla Rivolta (kjer danes stoji vodnjak na trgu Piazza Martiri della Libertà iz 19. stoletja), je bila zelo aktivna v Pisi, kjer je izvedel luneto San Martino e il Povero za cerkev San Martino, od katere je morda tudi razvil arhitekturni projekt razširitve v sedanjih zunanjih oblikah; velika Madona z otrokom na pročelju stolnice izvira tudi iz prve faze po vrnitvi v Piso, monumentalni kip, dolg več kot dva metra in pol, neverjetno rafiniran in oskrbljen v gubah draperije in izrazov, kljub temu, da je bil spočet opazovati na razdalji 50 metrov.
- Madona in otrok, fasada stolnice v Pisi
- Spomenik nadškofu Saltarelliju, cerkev Santa Caterina

#### Cerkev Santa Maria della Spina v Pisi
Za cerkev Santa Maria della Spina je skupaj s svojim sinom Ninom izvedel nekaj utrjevalnih in olepševalnih del, pri čemer je zgradil tri stolpe nad glavnim oltarjem, predvsem pa štiri kipe v malem oratoriju: Madonna della Rosa, San Pietro, San Giovanni Battista in znamenito  Marijo lactans, nekoč polikromirane marmorne mojstrovine v različnih delih in pozlačene med največjimi zakladi evropske umetnosti 14. stoletja. S temi kipi, v katerih morda enako sodeluje s sinom Ninom, Andrei popolnoma uspe najti izvirno ravnovesje med klasično umetnostjo, ki je bila v Pisi obnovljena po zaslugi mojstra  Nicola Pisana in zelo lepa francosko-gotska umetnost, ki jo je mojstrsko predelal Giovanni Pisano približno štirideset let prej.
- Madonna della Rosa
- Sv. Peter
- Sv. Janez Krstnik

### Orvieto
Leta 1347 je bil Andrea imenovan za graditelja stolnice v Orvietu, čeprav ne vemo natančno, ali je zapustil Piso, da bi se za stalno naselil v umbrijskem mestu. Verjetno je njegova delavnica ostala v Pisi, od koder je dal poslal marmorne bloke, polizdelke, da bi iz njih naredil Maestà in dva angela, zdaj v Museo dell'Opera del Duomo, vendar namenjenih za luneto nad glavnim portalom stolnice. Morda je v tem mestu našel svojo smrt zaradi vala kuge, ki je preplavil Evropo. Že leta 1349 je položaj mojstra graditelja prešel na njegovega sina Nina in o Andreji ni več novic. Verjetno so ga naslednje leto prinesli v Firence in ga pokopali v stolnici Santa Maria del Fiore.

## Učenci
Bil je ustanovitelj šole, katere sinova Nino Pisano in Tommaso Pisano sta bila odlična učenca in kiparja. Tudi Giovanni di Balduccio se je verjetno učil v njegovi delavnici.

## Omembe
V Pontederi je v njegov spomin postavljen bronast kip v središču trga, ki mu je dal ime.